# تشارلز إدوارد ستيفنز
تشارلز إدوارد ستيفنز (بالإنجليزية: Charles Edward Stevens)‏ هو عالم أمريكي، ولد في 1927، وتوفي في 2008.